# James E. Martin
Pour les articles homonymes, voir James Martin (homonymie) et Martin.
James E. Martin, né en 1936, est un écrivain américain, auteur de roman policier.

## Biographie
James E. Martin est un ancien professeur de lycée et un inspecteur de police à la retraite de la petite ville de Norwalk en Ohio.
En 1973, il publie The 95 File, un premier roman policier. Ce n'est qu'une quinzaine d'années plus tard qu'il reprend la plume et fait paraître Pas de quartier ! (The Mercy Trap, 1989), un roman noir où transparaît l'influence de Robert B. Parker. Il crée alors le personnage de Gil(bert) Disbro, ex-policier conservateur, sobre et encore jeune, devenu détective privé à Cleveland. On retrouve le même héros dans trois autres titres, dont, en 1990, dans Un fragment d'agonie (The Flip Side of Life) qui donne, selon Claude Mesplède, « une image triste de l'Amérique puritaine pour laquelle le meurtre semble devenu un moyen de combattre le péché ».

## Œuvre

### Romans

#### SérieGil Disbro
- The Mercy Trap (1989) Publié en français sous le titre Pas de quartier !, traduit par France-Marie Watkins, Paris, Gallimard, Série noire no 2224, 1989  (ISBN 2-07-049224-9)
- The Flip Side of Life (1990) Publié en français sous le titre Un fragment d'agonie, traduit par France-Marie Watkins, Paris, Gallimard, Série noire no 2270, 1991   (ISBN 2-07-049224-9)
- And Then You Die (1992)
- A Fine and Private Place (1994)

#### Autre roman
- The 95 File (1973)

## Sources
- Claude Mesplède (dir.), Dictionnaire des littératures policières, vol. 2 : J - Z, Nantes, Joseph K, coll. « Temps noir », 2007, 1086 p. (ISBN 978-2-910-68645-1, OCLC 315873361), p. 316.
- Claude Mesplède, Les Années Série noire vol.5 (1982-1995), Encrage « Travaux » no 36, 2000.